# Козлоял
Козлоя́л (рос. Козлоял, марій. Кожласола) — присілок у складі Сернурського району Марій Ел, Росія. Входить до складу Зашижемського сільського поселення.

## Населення
Населення — 1 особа (2010; 8 у 2002).
Національний склад (станом на 2002 рік):
- росіяни — 87 %